# Bulbophyllum ochroleucum
Bulbophyllum ochroleucum är en orkidéart som beskrevs av Rudolf Schlechter. Bulbophyllum ochroleucum ingår i släktet Bulbophyllum och familjen orkidéer.
Artens utbredningsområde är Papua Nya Guinea. Inga underarter finns listade i Catalogue of Life.